# Fabras
Fabras é uma comuna francesa na região administrativa de Auvérnia-Ródano-Alpes, no departamento de Ardèche. Estende-se por uma área de 7,52 km². Em 2010 a comuna tinha 429 habitantes (densidade: 57 hab./km²).